# フラボバクテリウム科
フラボバクテリウム科（Flavobacteriaceae）とは、真正細菌における科の一つ 。ほとんどの種は好気性で、一部の、例えばオルニソバクテリウム属（Ornithobacterium）、カプノサイトファーガ属（Capnocytophaga）、コエノニア属（Coenonia）は微好気性または嫌気性である 。